# Кулєба Тарас Степанович

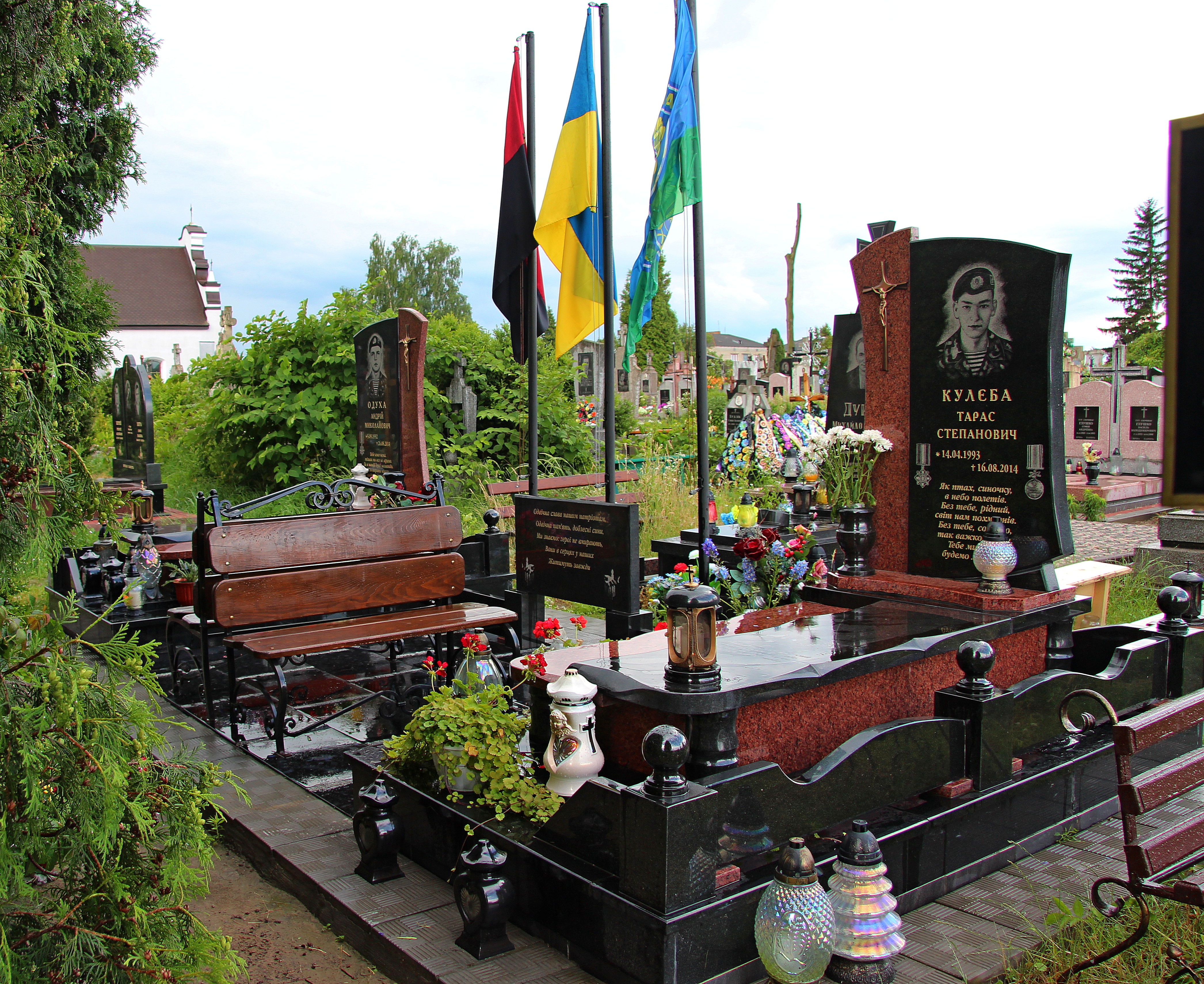

Тара́с Степа́нович Кулє́ба (14 квітня 1993 — 16 серпня 2014) — солдат Збройних сил України, учасник російсько-української війни.

## Життєвий шлях
Народився 1993 року в селі Угри (Городоцький район, Львівська область). Закінчив 2010-го загальноосвітню школу № 4 міста Городок Львівської області, 2011 року — Вище професійне училище № 29 міста Львів.
Проходив строкову військову службу в Окремому Київському ордена Червоного Прапора полку Президента України Сухопутних військ Збройних Сил України (військова частина A0222, місто Київ).
З 2013 року проходив військову службу за контрактом у 80-й окремій аеромобільній ордена Червоної Зірки бригаді Високомобільних десантних військ Збройних Сил України (військова частина А0284, місто Львів).
Загинув під час обстрілу терористами села Красне Краснодонського району Луганської області з РСЗВ «Град». Тоді ж загинули Ігор Добровольський, Артур Лі, Денис Мирчук, Владислав Муравйов, Іван Пасевич, Назар Пеприк, Олег Тюріков, Олександр Філь, Денис Часовий.
Без Тараса лишились батьки.
Похований у місті Городок 20 серпня 2014 року.

## Нагороди та вшанування
За особисту мужність і героїзм, виявлені у захисті державного суверенітету та територіальної цілісності України, вірність військовій присязі під час російсько-української війни, відзначений — нагороджений
- орденом «За мужність» III ступеня (15.3.2015, посмертно)
- нагрудним знаком «За оборону Луганського аеропорту» (посмертно)
- 7 грудня 2014 року в місті Городок Львівської області на фасаді закладу загальної середньої освіти № 4 (вулиця Авіаційна, 122), де навчалися Андрій Одуха та Тарас Кулєба, їм було відкрито меморіальну дошку.
- Закладу загальної середньої освіти № 4 міста Городок присвоєно ім‘я Тараса Кулєби та Андрія Одухи.[1]
- Його портрет розміщений на меморіалі «Стіна пам'яті полеглих за Україну» у Києві: секція 2, ряд 8, місце 41.
- Вшановується 16 серпня на щоденному ранковому церемоніалі вшанування українських захисників, які загинули цього дня у різні роки внаслідок російської збройної агресії[2]